# JEUGIA
JEUGIA（ジュージヤ）は京都府、滋賀県、大阪府に展開する株式会社十字屋（じゅうじや）が運営する楽器店。

## 株式会社十字屋
株式会社十字屋は、京都府京都市中京区に本店を置く、楽器・楽譜・CD・DVDの販売や音楽教室・カルチャーセンターの運営などをおこなう企業。
楽器店は上記3府県のみだが、カルチャーセンターは岩手県から鹿児島県まで日本全国にわたって展開している。
鹿児島市に拠点を置くレコード店・ヤマハ特約店の「十字屋」、2007年にダイエーに吸収合併された十字屋とは無関係。

### 社名の由来
東京の十字屋は1874年に十字屋書店として創業。創業者がクリスチャンだったことから、十字架にちなんで十字屋を屋号とした。
「JEUGIA」の商号は、フランス語で「遊び」や「楽しみ」を意味するJEUと、アメリカ合衆国のジョージア州や国のジョージアなどに用いられ、「国」「領域」といった語感を持つGIAを組み合わせたもの。

## 沿革
- 1895年 - 京都で開催された内国勧業博覧会に東京・銀座3丁目の十字屋（現：銀座十字屋）が洋楽器類を出品する。博覧会終了後、三条寺町に仮店舗を構えて営業開始する。
- 1898年8月1日 - 正式に独立して十字屋田中商店として創業（この日を公式の創業年月日とする）。
- 1952年
  - 5月26日 - 株式会社 田中楽器店を設立。
  - 10月 - 株式会社 十字屋楽器店に商号変更。
- 1975年1月 - 株式会社十字屋に商号変更。
- 1990年3月 - 株式会社JEUGIA（登記上は株式会社ジュージヤ）に商号変更[注釈 2]。
- 1991年7月17日 - 大阪証券取引所第2部特別指定銘柄（新2部）、京都証券取引所（現在は大証に吸収）に上場。
- 1996年
  - 1月 - 大証第2部に指定替え。
  - 9月 - 三条に新本店ビルが完成する。
- 2013年7月 - 東証が大証の現物株統合により、東京証券取引所第2部に上場。
- 2016年6月 - 十字屋Culture株式会社を設立。
- 2020年
  - 3月17日 - cross road株式会社による株式公開買付けが成立。cross road社は、ジュージヤ社長の西村昌史が全額出資して設立した特定目的会社[5]。
  - 3月25日 - cross road株式会社の連結子会社となる[6]。
  - 4月15日 - 東京証券取引所第2部上場廃止。
  - 4月17日 - 株式売渡請求により、cross road株式会社の完全子会社となる[7]。
  - 10月1日 - 十字屋Culture株式会社を吸収合併。同時に株式会社十字屋に再度商号変更[8]。

## 創業家
創業者の田中伝七は、富山の農家に生まれ、上京して銀座十字屋 (楽器店)に奉公、店主の倉田繁太郎に見込まれて長女ゆきの夫となり、米国オークランドの支店を任されたのち、明治30年ごろにのれん分けして京都で十字屋を開店。伝七没後は妻のゆきが店主となって店を盛り立て、長男の田中繁雄 (1905年生まれ、京都帝国大学国文科卒)が引き継いだ。伝七の長女・フジは東京帝国大学教授・山中直次郎の妻に、二女・東洋は大阪工業大学教授・元良勲の妻となった。

## 店舗
- 店舗一覧を参照。

## 備考
2009年に放送された、TBSのテレビアニメ『けいおん!』(第1期)第2話、第11話に『10GIA』なる楽器店が登場するが、これは三条本店をモデルにしたものでエンディングクレジットに『取材協力』として記載されている。それにちなんで映像ソフトには『10GIA』ロゴ入りステッカーをJEUGIAオリジナル特典としていた。